# Румънска телевизия
Румънската телевизия (на румънски: Televiziunea Română, с пълно име Румънска телевизионна корпорация, на румънски: Societatea Român Rom de Televiziune) е най-голямата държавна телевизионна компания в Румъния. Тя притежава пакет от девет телевизионни канала: TVR1, TVR2, TVR3, TVR Info , TVR Cultural, TVR Folclor, TVR Sport и TVRi.

## Дъщерни канали
- TVR1
- TVR2
- TVR3
- TVR Cultural
- TVR Folclor
- TVR Info
- TVR Sport
- TVR Iași
- TVR Tîrgu Mureș
- TVR Cluj
- TVR Timișoara
- TVR București
- TVR Craiova
- Hirado – канал на унгарски език
- Deutsche Stunde – канал на немски език
- TVRi – международен сателитен канал за румънци, живеещи извън Румъния (хваща се и в България)
- TVR Moldova – сателитен канал за Молдова
- TVR HD
- TVR News

|  | Тази страница частично или изцяло представлява превод на страницата „Румынское телевидение“ в Уикипедия на руски. Оригиналният текст, както и този превод, са защитени от Лиценза „Криейтив Комънс – Признание – Споделяне на споделеното“, а за съдържание, създадено преди юни 2009 година – от Лиценза за свободна документация на ГНУ. Прегледайте историята на редакциите на оригиналната страница, както и на преводната страница, за да видите списъка на съавторите. ВАЖНО: Този шаблон се отнася единствено до авторските права върху съдържанието на статията. Добавянето му не отменя изискването да се посочват конкретни източници на твърденията, които да бъдат благонадеждни. |